# Lijst van premiers van Fiji
Hieronder volgt een lijst van premiers van Fiji.

## Premiers van Fiji (1970-heden)
| Nr.                              | Premier | Premier                          | Ambtstermijn              | Ambtstermijn              | Partij             | Opmerking                                   |
| -------------------------------- | ------- | -------------------------------- | ------------------------- | ------------------------- | ------------------ | ------------------------------------------- |
| 1                                |         | Kamisese Mara (1x) (1920-2004)   | 10 oktober 1970           | 13 april 1987             | FAP                |                                             |
| 2                                |         | Timoci Bavadra (1934-1989)       | 13 april 1987             | 14 mei 1987               | FLP                |                                             |
| Vacant: 14 mei – 5 december 1987 |         |                                  |                           |                           |                    |                                             |
| (1)                              |         | Kamisese Mara (2x) (1920-2004)   | 5 december 1987           | 2 juni 1992               | FAP                |                                             |
| 3                                |         | Sitiveni Rabuka (2x) (1948)      | 2 juni 1992               | 19 mei 1999               | FPP-SVT            |                                             |
| 4                                |         | Mahendra Chaudhry (1942)         | 19 mei 1999               | 27 mei 2000               | FLP                | Werd op 19 mei 2000 gegijzeld door Speight. |
| -                                |         | George Speight                   | mei 2000                  | juli 2000                 | n/p                | Rebellenleider                              |
| 5                                |         | Tevita Momoedonu (1x) (1941)     | 27 mei 2000 (enkele uren) | 27 mei 2000 (enkele uren) | FLP                | Plaatsvervangend premier voor Chaudhry.     |
| Vacant: 27 mei – 4 juli 2000     |         |                                  |                           |                           |                    |                                             |
| 6                                |         | Laisenia Qarase (1x) (1941-2020) | 4 juli 2000               | 14 maart 2001             | n/p                |                                             |
| -                                |         | Tevita Momoedonu (2x) (1941)     | 14 t/m 16 maart 2001      | 14 t/m 16 maart 2001      | FLP                |                                             |
| (6)                              |         | Laisenia Qarase (2x) (1941-2020) | 16 maart 2001             | 5 december 2006           | FUP-SDL            |                                             |
| 7                                |         | Jona Senilagakali (1929-2011)    | 5 december 2006           | 4 januari 2007            | n/p                |                                             |
| 8                                |         | Frank Bainimarama (1954)         | 5 januari 2007            | 24 december 2022          | Militair Fijifirst | Waarnemend tot 22 september 2014            |
| (3)                              |         | Sitiveni Rabuka (1948)           | 24 december 2022          | huidig                    | PA                 |                                             |

Afkortingen:
- FAP = Actiepartij van Fiji (nationalistisch, etnisch-Fijiaans)
- FLP = Arbeiderspartij van Fiji (sociaaldemocratisch, etnische Indiërs)
- FPP-SVT = Fijiaanse Politieke Partij/Soqosoqo ni Vakavulewa ni Taukei (nationalistisch, etnisch-Fijiaans)
- FUP-SDL = Verenigde Partij van Fiji
- PA = People's Alliance
- Mil. = militair
- n/p = partijloos